# Histoires galactiques
Histoires galactiques est le douzième volume de la première série de La Grande Anthologie de la science-fiction.
Préfacé par Gérard Klein, l'ouvrage réunit onze nouvelles et a été publié en 1975.

## Publication
- Gérard Klein (dir.), Histoires galactiques, Le Livre de poche n°3774, 1975 (rééd. 1985)  (ISBN 2-253-00881-8).

## Extrait de la préface
« À bien des égards, un ciel étoilé ressemble à la carte d'un archipel foisonnant. Et comme l'œil oblitère aisément les distances cosmiques et néglige surtout celle de la profondeur, que l'oreille s'enchante volontiers de noms d'astres ou de constellations, Altaïr, Orion, Sirius, Deneb, Fomalhaut, Arcturus, Rigel, Bételgeuse, l'esprit s'engage bientôt dans une navigation interstellaire où chaque point de lumière fait figure d'escale et où l'écheveau des routes semble dessiner les contours d'un empire fabuleux, galactique.

Un Empire galactique, le mot est lâché. Si l'on néglige quelques menues contraintes physico-logiques sur lesquelles on reviendra du reste, l'idée est entièrement, presqu'absurdement raisonnable. L'espèce humaine a toujours rempli puis recouvert de ses organisations les espaces qui s'ouvraient à elle.

(…) C'est bien au cœur de la science-fiction américaine que l’idée d’une civilisation galactique naît, s’établit et peut-être se consume, dans la littérature au moins, car déjà les savants (…) ont pris le relais des écrivains. Elle naît, au cours des années 1930, sous la plume d’un auteur fécond, épique autant qu’on peut l’être et à peu près totalement illisible de nos jours, Edward Elmer Smith qui, au fil d’une douzaine de volumes, développe le conflit de deux pouvoirs d’envergure au moins galactique et l'intervention triomphante aux côtés de l’un d’eux de l'homme invulnérable. »
— Extraits de la préface

## Liste des nouvelles

### Une main secourable
- Titre original : Helping Hand ; trad. de l’anglais par Éric Delorme.
- Nouvelle de Lester del Rey, initialement parue dans Star Science Fiction Stories n°4, novembre 1958[1],[2].
- Résumé : Lorsqu'un vaisseau marchand perui établit le premier contact sur la Lune, le héros comprend que l'humanité est condamnée ; comme son propre peuple, les Séminoles, face aux Blancs, elle sera marginalisée et spoliée. Sauf s'il joue jusqu'au bout le rôle du sauvage et s'empare du navire spatial, permettant ainsi à la Terre de rattraper son retard technologique. Vaine tentative car l'écran-de-paix des Perui empêche toute violence. Son plan semble donc devoir échouer… jusqu'au moment où le capitaine perui, comprenant son dessein, décide de lui tendre une main secourable.[réf. nécessaire]

### Arrêt de mort
- Titre original : Death Sentence ; trad. de l’anglais par Éric Delorme.
- Nouvelle de Isaac Asimov, initialement parue dans Astounding Science Fiction n°156, novembre 1943. Puis publiée dans le recueil Chrono-minets.

### Arène
- Titre original : Arena ; trad. de l’anglais par Jean Sendy.
- Nouvelle de Fredric Brown, initialement parue dans Astounding Science Fiction n°163, juin 1944.

### La Soie et la Chanson
- Titre original : The Silk And the Song ; trad. de l’anglais par Roger Durand.
- Nouvelle de Charles Fontenay, initialement parue dans The Magazine of Fantasy & Science Fiction n°62, juillet 1956.

### Diplomatie éclair
- Titre original : Diplomatic Coop. ; trad. de l’anglais par Éric Delorme.
- Nouvelle de Daniel F. Galouye, initialement parue dans Star Science Fiction Stories n°5, mai 1959[3],[4].
- Résumé : Bienvenue, jeunes Terriens, dans la confédération galactique! Sachez qu'elle se compose de chefs autoritaires, de bureaucrates pointilleux, de militaires envahissants, d'escrocs, de télépathes indiscrets, et de quelques créatures repoussantes. Contre une bonne part de vos richesses minérales, de lourds impôts et quelques bases militaires, nous vous protégerons de la fière Andromède, même si elle n'a qu'une chance infime de vous trouver... Cela vous convient-il? Mais où sont-ils passés? — Sur Andromède, on se félicite : une fois de plus, l'épouvantail de cette fausse confédération a décidé un rival potentiel à retourner à l'isolationnisme.[réf. nécessaire]

### Blacksword
- Titre original : Blacksword ; trad. de l’anglais par Éric Delorme.
- Nouvelle de Andrew J. Offutt, initialement parue dans Galaxy Science Fiction n°102, décembre 1959[5],[6].
- Résumé : Blacksword est le meilleur agent pacificateur de Terra Alta Imperata, l'autorité suprême mais lointaine de l'espace humain. À bord de son navire l’Ebon Cutlass, il file vers le système Hellène, où il se fait élire chef de la planète Athènes pour vaincre sa voisine Sparte. En même temps, il se rend maître de Sparte pour vaincre Athènes. Et il se remplit les poches au passage. Voilà deux jours bien remplis, il a mérité des vacances.[réf. nécessaire]

### Le Vent du Nord
- Titre original : North Wind ; trad. de l’anglais par Régine Vivier.
- Nouvelle de Chad Oliver, initialement parue dans The Magazine of Fantasy & Science Fiction n°58, mars 1956[7],[8].
- Résumé : Une planète colonisable a été découverte dans un système lointain. L'anthropologue sur place rapporte que les habitants sont primitifs, mais disposent d'un système de gouvernement complexe, et il recommande, par altruisme et humanité, de laisser ce peuple tranquille. Une visite du coordinateur des affaires interstellaires sur la planète va l'amener à constater que ce peuple est plus civilisé qu'annoncé, et que la colonisation peut être réalisée, ne laissant finalement que quelques maigres droits aux habitants.[réf. nécessaire]

### Permis de maraude
- Titre original : Skulking Permit ; traduit de l'anglais par Marcel Battin.
- Nouvelle de Robert Sheckley, initialement parue dans Galaxy Science Fiction n°49, décembre 1954.

### La Planète Shayol
- Titre original : A Planet Named Shayol ; traduction de l’anglais par Michel Demuth.
- Nouvelle de Cordwainer Smith, initialement parue dans Galaxy Science Fiction n°113, octobre 1961. Rattachée au Cycle de l'Instrumentalité.

### Quand montent les ombres
- Titre original : When Shadows Fall ; trad. de l’anglais par Éric Delorme.
- Nouvelle de L. Ron Hubbard, initialement parue dans Startling Stories vol.17 n°3, juillet 1948[9],[10].
- Résumé : la Terre est moribonde, dépouillée par ses colonies essaimées dans l'univers. Quelques expéditions sont difficilement mises en œuvre afin de partir mendier de l'aide, mais se heurtent aux moqueries et à la haine. L'une d'elles, pourtant, sera finalement couronnée de succès, son instigateur ayant su raviver le souvenir de la planète originelle.[réf. nécessaire]

### Le Seigneur des dix mille soleils
- Titre original : Lord of a Thousand Suns ; trad. de l’anglais par Éric Delorme.
- Nouvelle de Poul Anderson, initialement parue dans Planet Stories vol.5 n°2, septembre 1951[11],[12].
- Résumé : alors que la guerre fait rage entre les rebelles et la Terre, leur planète mère, un surveillant galactique explore une pyramide sur une planète morte, espérant y découvrir une arme pouvant renverser le cours de la guerre. Retrouvé par l’ennemi, et désespéré, il coiffe un casque trouvé sur place et l’active ; son esprit se trouve alors envahi et dominé par celui d’un ancien habitant de la planète mort depuis un million d’années. Celui-ci entreprend de s’allier aux rebelles et de leur faciliter la victoire grâce à ses connaissances et aux machines destructrices récupérées sur sa planète. Mais le surveillant réussira à renverser la situation et à permettre la victoire finale à la Terre.[réf. nécessaire]